# France 40 Véhicules
Le France 40 Véhicules est un musée consacré aux deux guerres mondiales se trouvant en la ville de Fismes dans la Marne, en France.

## En images

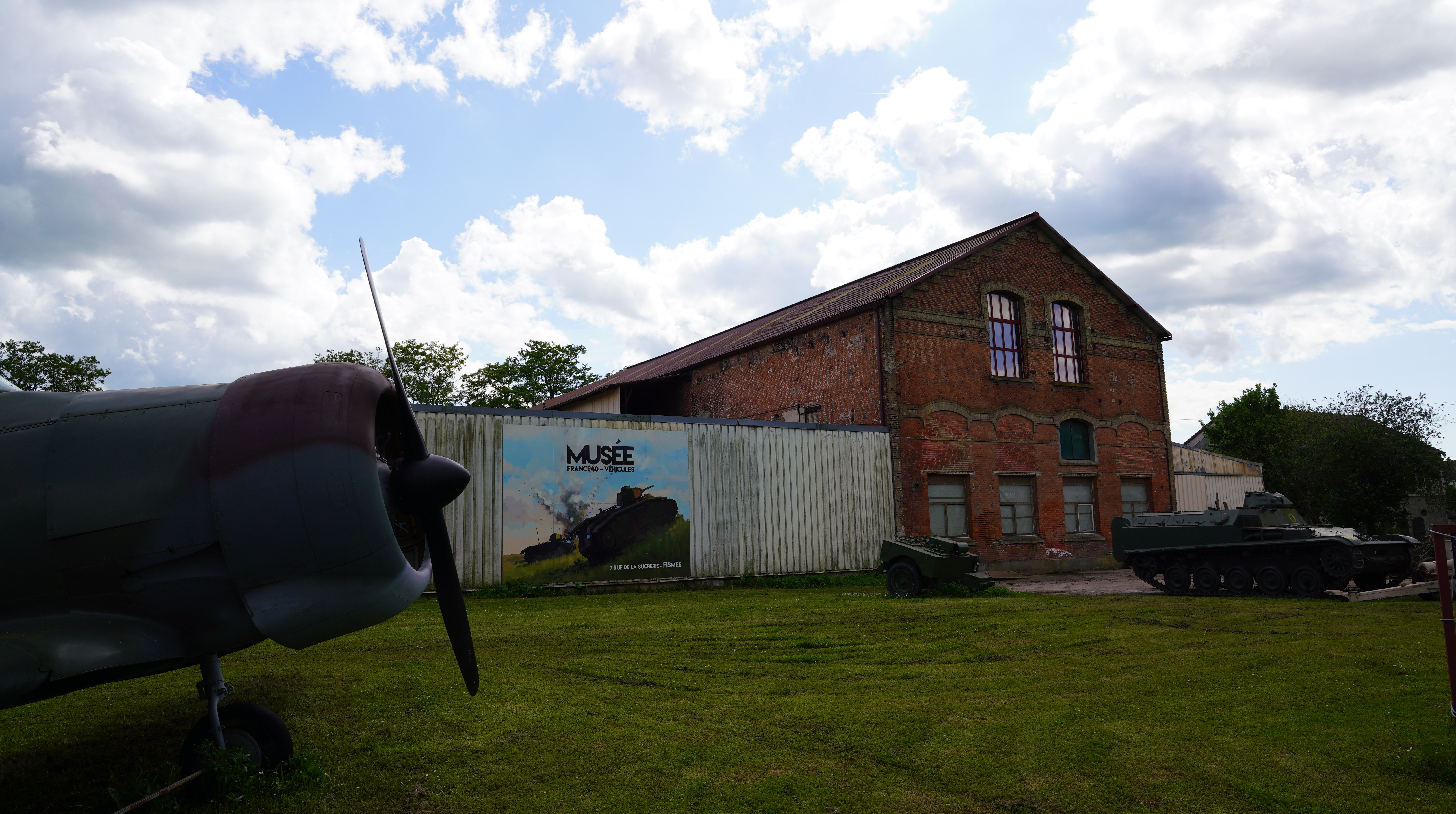
La cour.
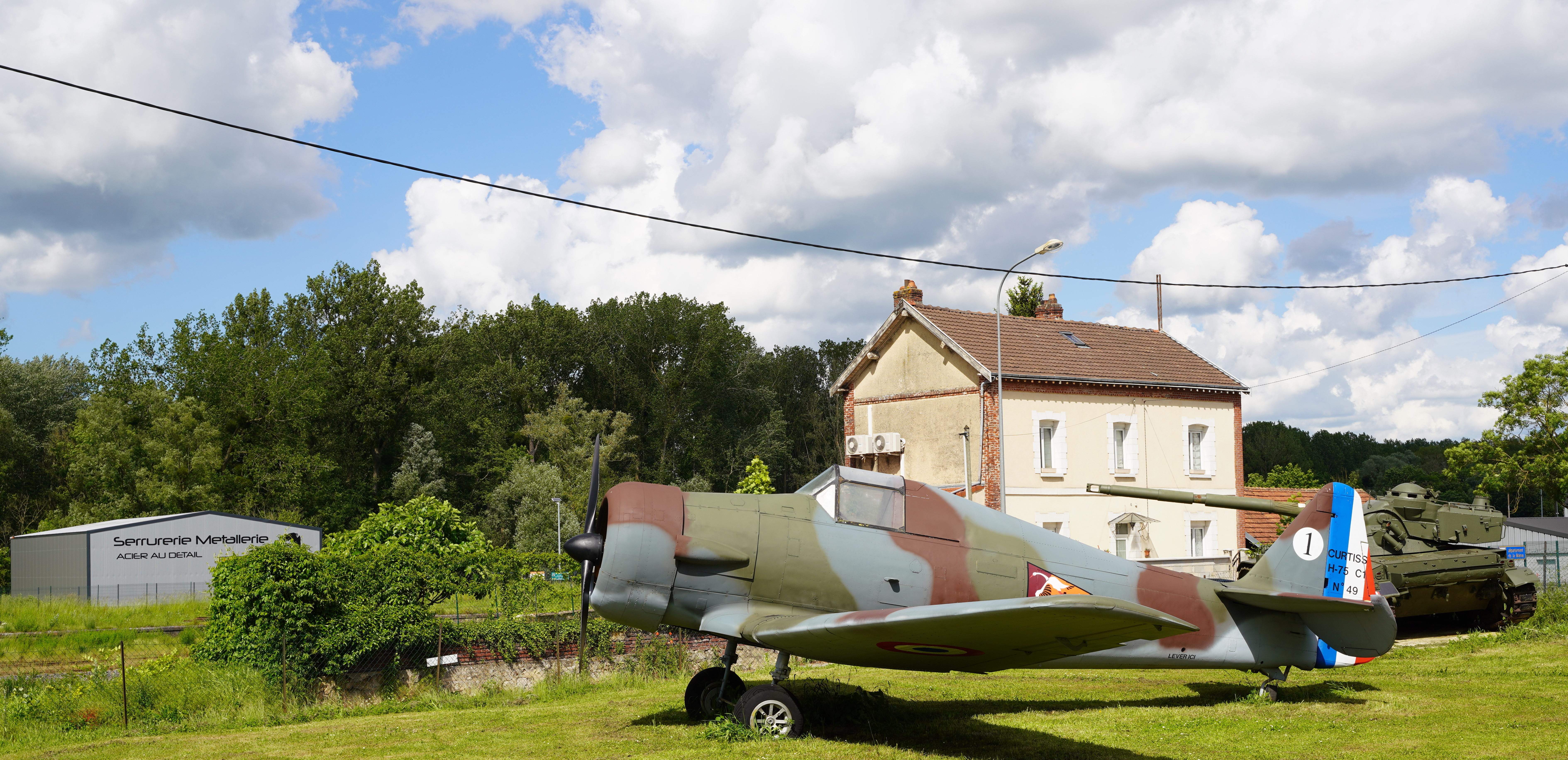
Un Curtiss H-75 et AMX 13.